# A Blank Check
A Blank Check è un cortometraggio muto del 1909. Il nome del regista non viene riportato nei credit del film.

## Trama
Fred sottrae a un collega, Bob, un assegno in bianco che gli era stato dato dal loro datore di lavoro. Bob non si accorge di nulla perché passa la notte al capezzale della moglie, gravemente malata, mentre Fred, la mattina dopo, passa in banca a incassare tremila e cinquecento dollari che usa per andare a giocare in una bisca. Bob, che con l'assegno avrebbe dovuto pagare gli stipendi degli impiegati, non sa spiegarne la sparizione. Interviene la polizia e lui dimostra di non essersi mai mosso dal letto della moglie. Gli investigatori si mettono sulle tracce di Fred che viene arrestato mentre sta tornando dalla bisca.

## Produzione
Il film fu prodotto dalla Lubin Manufacturing Company.

## Distribuzione
Distribuito dalla Lubin Manufacturing Company, il film - un cortometraggio in una bobina - uscì nelle sale cinematografiche statunitensi il 7 ottobre 1909.